# 2011年夏季世界大學生運動會桌球比賽
2011年夏季世界大學生運動會桌球比賽於2011年8月13日至20日在深圳灣體育中心體育館舉行，比賽共設七個小項，分別是男子單打、男子雙打、男子團體、女子單打、女子雙打、女子團體和混合雙打。

## 賽事

### 獎牌榜
| 排名 | 国家／地区      | 金牌 | 银牌 | 铜牌 | 總數 |
| ---- | --------------- | ---- | ---- | ---- | ---- |
| 1    | 中国（CHN）     | 7    | 3    | 4    | 14   |
| 2    | 日本（JPN）     | 0    | 3    | 2    | 5    |
| 3    | 中華台北 (TPE)  | 0    | 1    | 3    | 4    |
| 4    | 韩国（KOR）     | 0    | 0    | 2    | 2    |
| 5    | 捷克（CZE）     | 0    | 0    | 1    | 1    |
| 5    | 法国（FRA）     | 0    | 0    | 1    | 1    |
| 5    | 罗马尼亚（ROU） | 0    | 0    | 1    | 1    |
| 總數 | 總數            | 7    | 7    | 14   | 28   |

### 項目
| 項目     | 金牌                                                        | 银牌                                                                 | 铜牌                                                                                       |
| 男子單打 | 許昕 · 中国（CHN）                                          | 閆安 · 中国（CHN）                                                   | 方博 · 中国（CHN）                                                                         |
| 男子單打 | 許昕 · 中国（CHN）                                          | 閆安 · 中国（CHN）                                                   | 松平賢二 · 日本（JPN）                                                                     |
| 女子單打 | 饒靜文 · 中国（CHN）                                        | 范瑛 · 中国（CHN）                                                   | 馬越斐 · 中国（CHN）                                                                       |
| 女子單打 | 饒靜文 · 中国（CHN）                                        | 范瑛 · 中国（CHN）                                                   | 熊欣芸 · 中国（CHN）                                                                       |
| 男子雙打 | 中国（CHN） · 許昕 · 閆安                                   | 中華台北 (TPE) 陳建安 王翊澤                                         | 中国（CHN） · 尚坤 · 方博                                                                  |
| 男子雙打 | 中国（CHN） · 許昕 · 閆安                                   | 中華台北 (TPE) 陳建安 王翊澤                                         | 日本（JPN） · 上田仁 · 松平賢二                                                            |
| 女子雙打 | 中国（CHN） · 饒靜文 · 馬越斐                               | 中国（CHN） · 熊欣芸 · 唐麗穎                                        | 捷克（CZE） · Iveta Vacenovska · Dana Hadačová                                             |
| 女子雙打 | 中国（CHN） · 饒靜文 · 馬越斐                               | 中国（CHN） · 熊欣芸 · 唐麗穎                                        | 韩国（KOR） · 池旼亨 · Moon Mi-Ra                                                          |
| 混合雙打 | 中国（CHN） · 尚坤 · 饒靜文                                 | 日本（JPN） · 御內健太郎 · 石垣優香                                  | 韩国（KOR） · Lee Jae Hun · Kim So Ri                                                      |
| 混合雙打 | 中国（CHN） · 尚坤 · 饒靜文                                 | 日本（JPN） · 御內健太郎 · 石垣優香                                  | 中華台北 (TPE) 黃聖盛 黃怡樺                                                               |
| 男子團體 | 中国（CHN） · 方博 · 胡冰濤 · 尚坤 · 許昕 · 閆安            | 日本（JPN） · 輕部隆介 · 笠原廣光 · 松平賢二 · 御內健太郎 · 上田仁   | 中華台北 (TPE) 陳建安 黃聖盛 王翊澤 傅恩迪 沈祺閔                                          |
| 男子團體 | 中国（CHN） · 方博 · 胡冰濤 · 尚坤 · 許昕 · 閆安            | 日本（JPN） · 輕部隆介 · 笠原廣光 · 松平賢二 · 御內健太郎 · 上田仁   | 法国（FRA） · Thomas le Breton · 埃马纽埃尔·勒贝松 · Adrien Mattenet · Abdel-Kader Salifou |
| 女子團體 | 中国（CHN） · 范瑛 · 馬越斐 · 饒靜文 · Tang Liying · 熊欣芸 | 日本（JPN） · 藤井優子 · 石垣優香 · 松澤茉里奈 · 小野思保 · 山梨有理 | 罗马尼亚（ROU） · Ioana Ghemes · 伊丽莎白·萨马拉 · Anamaria Sebe                           |
| 女子團體 | 中国（CHN） · 范瑛 · 馬越斐 · 饒靜文 · Tang Liying · 熊欣芸 | 日本（JPN） · 藤井優子 · 石垣優香 · 松澤茉里奈 · 小野思保 · 山梨有理 | 中華台北 (TPE) 黃怡樺 鄭怡靜 李依真 陳思羽 劉馨尹                                          |